# 戈特弗里德·基希
戈特弗里德·基希（Gottfried Kirch、Kirche [ˈkɪʁçə], Kirkius;）是一位德國天文學家，也是柏林第一位“皇家天文學家”，曾擔任柏林天文台台長。

## 生平
戈特弗里德·基希父親是居住在古本的一位鞋匠麥可‧基希（Michael Kirch）。最初戈特弗里德·基希在巴特洛本施泰因附近的格費爾和諾恩多夫（Neundorf）擔任學校校長。他也在薩克森和弗蘭肯擔任日曆製作者。之後開始在耶拿跟隨艾哈德·魏格爾（Erhard Weigel）學習天文學，並在但澤跟隨赫維留學習天文學。1667年，基希在但澤出版了日曆並建造了幾台望遠鏡和儀器。1679年，他發明了用於天文測量的螺旋千分尺。1700年起，他成為天文學家，在科堡、萊比錫、古本與柏林工作。
17世紀最後25年，基希是閱讀量最大的日曆製作者，也被認為是德國的領導者之一。1680年，他第一次用望遠鏡發現了一顆彗星：1680年大彗星（C/1680 V1），也稱為基希彗星。1681年，他發現了野鴨星團（M 11）。1686年，他前往萊比錫，與業餘天文學家克里斯多夫·阿諾爾德一起觀察了當年出現的彗星（1686年大彗星）。同一年，他發現了天鵝座χ變星。他也投入了大量時間來觀測開陽雙星。他提出了三個新星座：「十字球座」（「Reichsapfel」）、「選舉之劍」（「Kurfürstliches Schwert」）和勃蘭登堡權杖，但並未得到國際天文學聯合會（IAU）的認可和採用。
透過阿諾爾德，他遇到了第二任妻子瑪麗亞·瑪格麗特·溫克爾曼（Maria Margaretha Winkelmann，1670-1720），因為她透過阿諾德學習了天文學。1702年5月5日，他們在共同觀測1702年彗星時，發現了球狀星團M 5。
1699年，他觀測到坦普爾-塔特爾彗星，但直到後來約阿希姆·舒巴特 (Joachim Schubat) 的分析才意會到這一觀測結果。